# Pressoir à torsion
Le pressoir à torsion est l'un des quatre types de pressoirs exploités durant l'antiquité, il est considéré comme le plus ancien.
Il fut utilisé en Corse pour l’huile d’olive jusqu’à la Première Guerre mondiale.